# Suezkanalen
Suezkanalen ([sɵˈeːs]; arabiska قناة السويس, qanā as-suways), är en större kanal mellan Medelhavet och Röda havet som gör det möjligt för fartyg att färdas mellan Europa och Asien utan att behöva segla runt Afrika.

## Historik

### Antik tid
Frågan om att skapa en segelbar förbindelse mellan Medelhavet och Röda havet är av mycket gammalt datum. En första kanal kan ha byggts redan under farao Senusret II under 1800-talet f.Kr. Det främsta skälet var att underlätta handel med landet Punt i Östafrika. Men Senusrets kanal övergavs och slammade igen.
Under det tolfte århundradet f.Kr., under faraonerna Seti I och hans son Ramses II vet man att en kanal var i bruk. Den gick från Nilen nära Bubastis till sjön Timsah och sedan vidare mot Röda havet via Heroopolisviken (nuvarande Bittersjöarna), och ett tillkommande skäl var att möjliggöra förflyttningar av egyptiska flottor mellan de båda haven. Även detta kanalbygge försummades dock och förföll.
Den grekiske historikern Herodotos beskriver hur farao Necho II (609–594 f.Kr.) återupptog planerna och påbörjade en ny kanal mellan Nilen och Röda havet. Kanalbygget kostade tusentals människoliv och avbröts, men återupptogs sedan och fullbordades av den persiske kungen Dareios I (520 f.Kr.–485 f.Kr.) cirka 100 år senare. Dareios lät dokumentera kanalbygget med steninskriptioner som har överlevt till nutiden. 
Kanalen uppges ha varit 60 km lång, 12 m djup och 30 m bred. Kanalen underhölls och förbättrades därefter betydligt av ptoleméer och romare. Det var dock återkommande problem med att kanalen tenderade att fyllas igen av slam och sand, den förföll tidvis helt och var exempelvis ofarbar på Kleopatras tid. Efter hennes tid satte den romerske kejsaren Augustus kanalen i ordning, och kejsar Trajanus lät bygga en delvis ny sträckning av kanalen, som hade en annan dragning ut till Röda Havet, vid staden Clysmon. Kanalen var då känd under namnet ’’Trajanus flod’’, Amnis Traianus.
En sista återuppbyggnad skedde på 600-talet e.Kr. under kalifen Umar ibn al-Khattab sedan araberna erövrat Egypten, men kanalen förföll sedan helt under det efterföljande århundradet och stängdes permanent under kalifen Al-Mansur (712 – 775 e.Kr). Den var sammanlagt i bruk i närmare ettusen år, och det dröjde därefter mer än tusen år innan det på nytt skulle finnas en sjöväg från Medelhavet till Röda Havet och vidare österut.  Idag återstår bara knappt skönjbara spår av antikens byggverk.

### Kanalen byggs

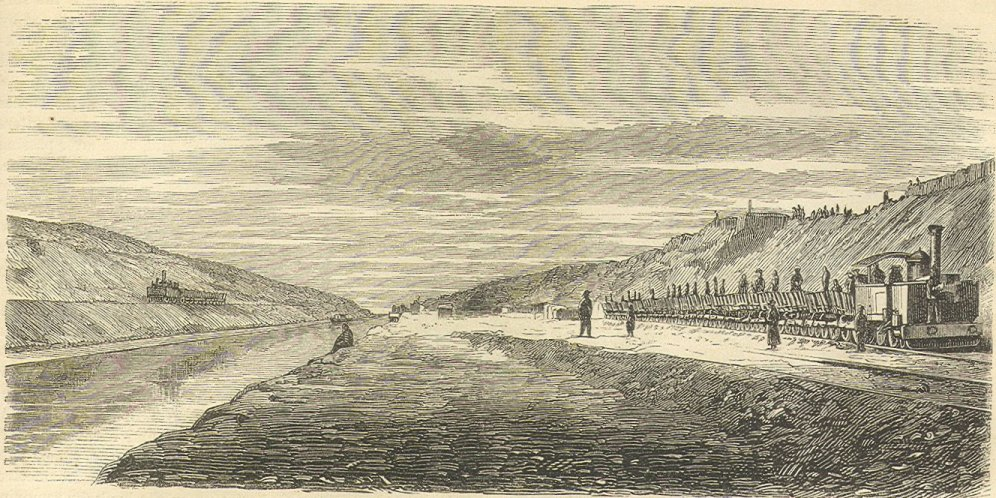
Kanalens konstruktion: Avsnitt söder om el-Guisr med tåg som användes under arbetet.

Suezkanalen byggdes mellan 1859 och 1869 under det osmanska rikets styre av Suez Canal Company. Bolaget bildades 1858 av den franske diplomaten Ferdinand de Lesseps som var stationerad i Egypten. Han erhöll en koncession från ottomanska rikets ståthållare i Egypten Said Pascha för ett kanalbygge i november 1854, och ett par år senare bildades ett speciellt bolag lett av Lesseps, Compagnie Universelle du canal Maritime de Suez ("Allmänna bolaget för Suezkanalen"), för att driva projektet.
De tekniska planerna togs fram av österrikiske ingenjören Alois Negrelli och bygget påbörjades i april 1859 och pågick i cirka 10 år.
Första skeppet färdades genom kanalen 17 februari 1867, en resa som tog cirka två dagar, men den officiella invigningen av kanalen hölls 16 till 17 november 1869 under ledning av franska kejsarinnan Eugénie.

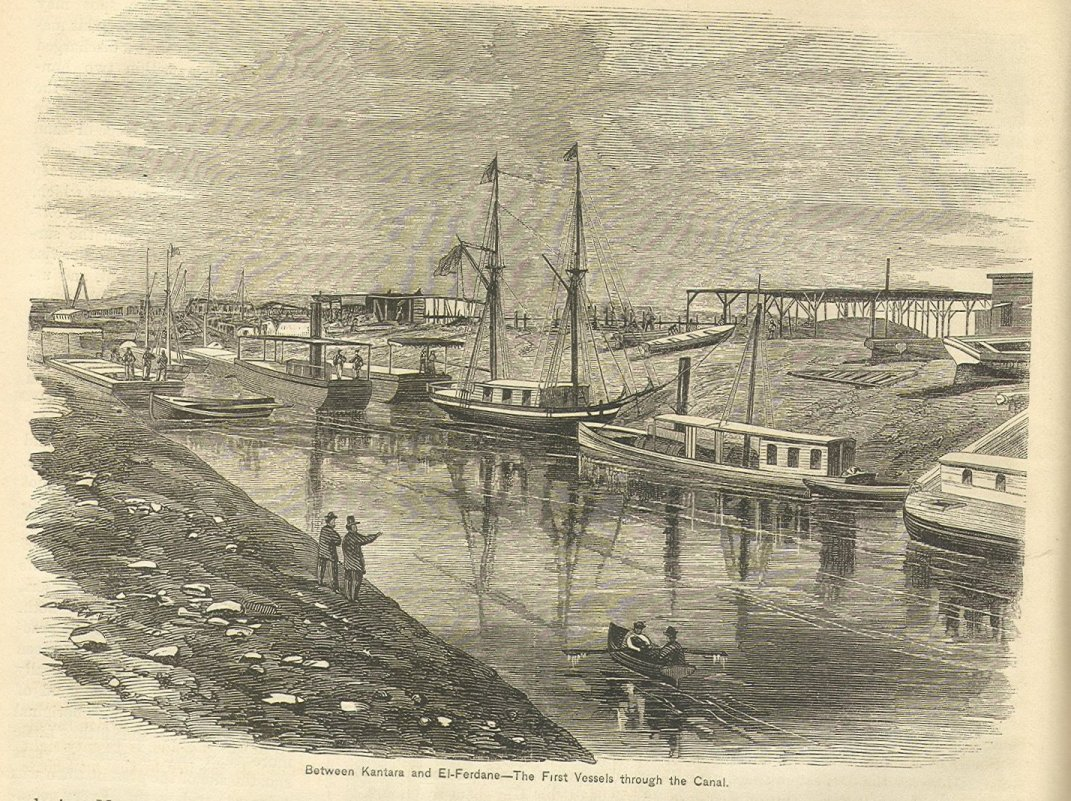
Första kanalfärden 1867.

Byggandet av kanalen krävde insatser av 1,5 miljoner människor och 120 000 till 125 000 arbetare beräknas ha dött under arbetets gång, en stor del av kolera. Kostnaderna för projektet tros ha varit cirka 19 miljoner pund Sterling, varav cirka 13 miljoner införskaffades genom att sälja aktier i kanalbolaget.
Detta bolag, som ägdes gemensamt av Frankrike och Egypten, skulle enligt koncessionen sköta driften av kanalen och erhålla inkomsterna från detta men till slut överlämna den till Egypten år 1968.
Kanalen fick omedelbart en dramatisk effekt på världshandeln, och påskyndade den europeiska koloniseringen av speciellt östra Afrika.
Britterna började 1875 att köpa överblivna osålda aktier i kanalbolaget för sammanlagt 3,5 miljoner pund sterling, och då Egyptens Ismail Pascha behövde pengar för att betala skulder köpte de också Egyptens del i kanalbolaget. De kom därvid att äga cirka 44 procent av aktierna. För att försvara sina intressen tog brittiska trupper kontrollen över området 1882, och de behöll den fram till 1952.

### Efter Egyptens självständighet
Fram till sommaren 1956 hade alla brittiska trupper lämnat området, och den 26 juli 1956 nationaliserade Egyptens president Gamal Abdel Nasser kanalen, vilket ledde till Suezkrisen. På initiativ av den brittiska premiärministern Anthony Eden försökte man därefter på olika sätt att förhindra det egyptiska försöket att driva kanalen i egen regi.
Då sabotaget misslyckades, gjordes på franskt initiativ en hemlig överenskommelse mellan Storbritannien, Frankrike och Israel. Överenskommelsen gick ut på att Israel skulle invadera Sinai och de två andra länderna skulle med detta ”hot mot kanalen” som förevändning intervenera. Med tanke på uppgörelsens karaktär är det förståeligt att Eden oroade sig för att avtalet var skriftligt. Han hade inte förberett sig på att skriva under någonting så komprometterande. Israel anföll och britterna landsatte enligt planen drygt 600 fallskärmsjägare i Port Said, där de möttes av överraskande hårt motstånd. Hela operationen blev ett fiasko, då Egypten spärrade av kanalen genom att sänka flera fartyg i den och USA tog ställning mot ockupationen. Eisenhower blev rasande för att Eden inte informerat honom och för att han visste att orsaken till tystnaden var att USA aldrig hade godkänt en sådan aktion.
Efter agerande i FN, lett främst av USA och Sovjetunionen, godkändes egyptiernas anspråk på kanalen, och koalitionen tvingades överlämna kontrollen till den nyupprättade FN-styrkan UNEF. Under Suezkriget var kanalen stängd i flera månader. Krisens upplösning tvingade Anthony Eden att avgå som brittisk premiärminister.
Efter sexdagarskriget 1967, och Israels ockupation av Sinaihalvön, stängdes kanalen på nytt och flera fartyg, däribland två svenska fraktfartyg, blev inlåsta i Stora Bittersjön i åtta år. Först efter att vapenvila undertecknats mellan Israel och Egypten 1974, och efter omkring ett års uppröjningsarbete med hjälp av bland annat Mil-8-helikoptrar från Sovjetunionen, öppnades kanalen igen 5 juni 1975.

## Geografiska data
Kanalen går från Port Said (Būr Sa'īd) vid Medelhavet i norr till Suez (al-Suways) vid Röda havet i söder och är 163 kilometer lång, vilket gör den till världens längsta kanal för stora fartyg. Själva landtungan mellan Suez och Medelhavet är dock smalare, bara 113 km.
Kanalen passerar på sin väg genom flera sjöar, varav de största är de båda Bittersjöarna. Parallellt med den egentliga kanalen går en mindre sötvattenskanal som får sitt vatten från Nilen och som används för områdets vattenförsörjning. Två broar och en tunnel förbinder de båda sidorna med varandra:
- Suezkanalbron, en fast högbro vid El Qantara.
- El Ferdanbron, en svängbro.
- Ahmed Hamditunneln söder om Bittersjöarna.

## Tekniska data

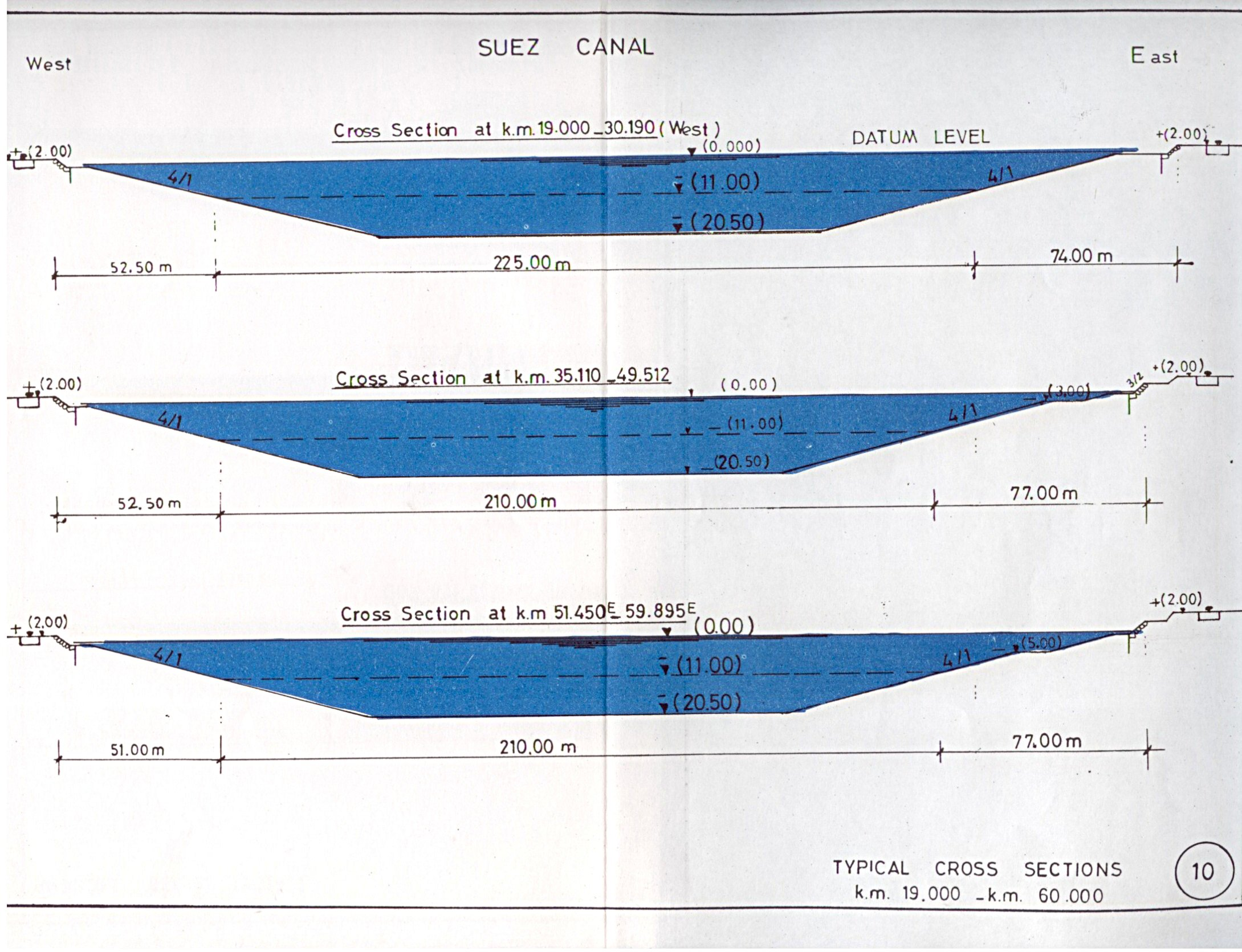
Tvärsnitt på typiskt kanalavsnitt.

Kanalens längd är ca 163 km, bredden vid ytan 100 till 135 m. Den klarar fartyg med upp till 16 meters djupgående. Det finns planer att fördjupa kanalen så att man skulle klara fartyg med upp till 22 meters djupgående, vilket skulle göra det möjligt för supertankers att passera kanalen. Idag kan sådana fartyg passera genom att tömma ur en del av sin last till kanalägda båtar och sedan fylla tillbaka den i andra änden.
Ett särskilt tillstånd krävs för att fartyg längre än 400 meter ska få passera Suezkanalen.
Ungefär 15 000 fartyg passerar kanalen varje år, vilket utgör 14 procent av världens sjöfart. En resa tar mellan 11 och 16 timmar.

### Utvidgning

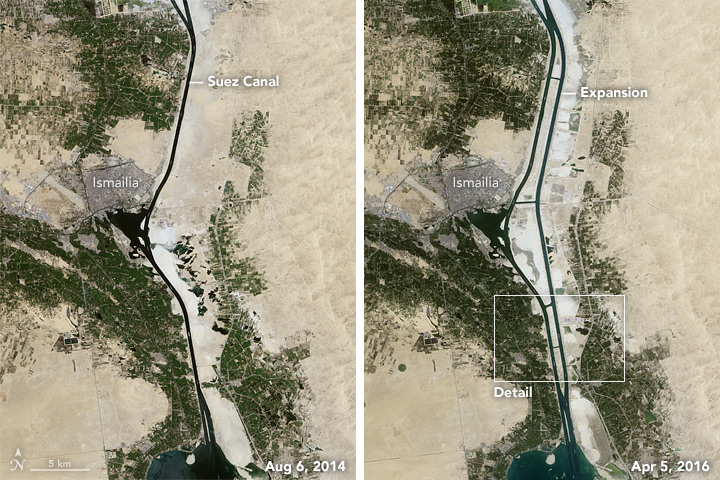
Den gamla Suezkanalen, 2014 till vänster och den nya till höger, 2016.

En delsträcka av Suezkanalen har udvidgats med en 37 kilometer lång ny kanal som löper som ytterligare en fil parallellt med den befintliga. Dessutom har 35 kilometer av den gamla kanalen breddats och fördjupats. Projektet, som inleddes 2014, innebar att 258,8 miljoner kubikmeter muddermassor pumpades upp av 45 mudderverk och 250 miljoner kubikmeter jord grävdes bort.
Nya Suezkanalen invigdes 6 augusti 2015 efter 12 månaders arbete och förväntas fördubbla kanalens kapacitet. Med utbyggnaden kan fartyg passera kanalen i båda riktningarna i den norra delen samtidigt och väntetiden minskas från tidigare 8-11 timmar till tre timmar.

## Tidslinje
- Cirka 1799: Napoleon Bonaparte, kejsare av Frankrike, erövrar Egypten och beordrar en analys av en möjlig kanal. Höjdskillnaden uppskattas vara 10 m och projektet beräknas bli för dyrt.
- Cirka 1840: En andra analys påvisar fel i analysen 40 år tidigare och nu sägs att en kanal mellan Medelhavet och Röda havet inte kommer att bli så dyr som tidigare beräkning gjort gällande.
- Cirka 1854: Den franska konsuln i Kairo Ferdinand de Lesseps, skapar "Compagnie Universelle du Canal Maritime de Suez"
- 25 april 1859: Frankrike tillåts officiellt att påbörja kanalkonstruktionen. Said Pascha har kontroll över 22 procent av Suezkanalens bolag, och resten av aktierna kontrolleras av privata franska aktieägare.
- 17 februari 1867: Första fartyget går igenom Suez
- 16 november 1869: Suezkanalen invigs; ägd och driven av Suez Canal Company
- 25 november 1875: England blir minoritetsägare av Suezbolaget, efter att ha skaffat sig 44 procent av aktierna. Resten av aktierna kontrolleras av franska bolag.
- 25 augusti 1882: Britterna tar kontroll över kanalen.
- 14 november 1936: En kanalzon etableras under brittisk kontroll.
- 13 juni 1956: Kanalzonen återbördas till Egypten.
- 26 juli 1956: Egypten nationaliserar Suezkanalen.
- 5 november–22 december 1956: Franska, brittiska, och israeliska styrkor ockuperar kanalzonen.
- 22 december 1956: Återbördad till Egypten.
- 5 juni 1967–10 juni 1975: Kanalen stängs och blockeras av Egypten.
- 10 juni 1975: Kanalen öppnas igen.
- 6 augusti 2015: Den nya Suezkanalen invigs.

## Nutid

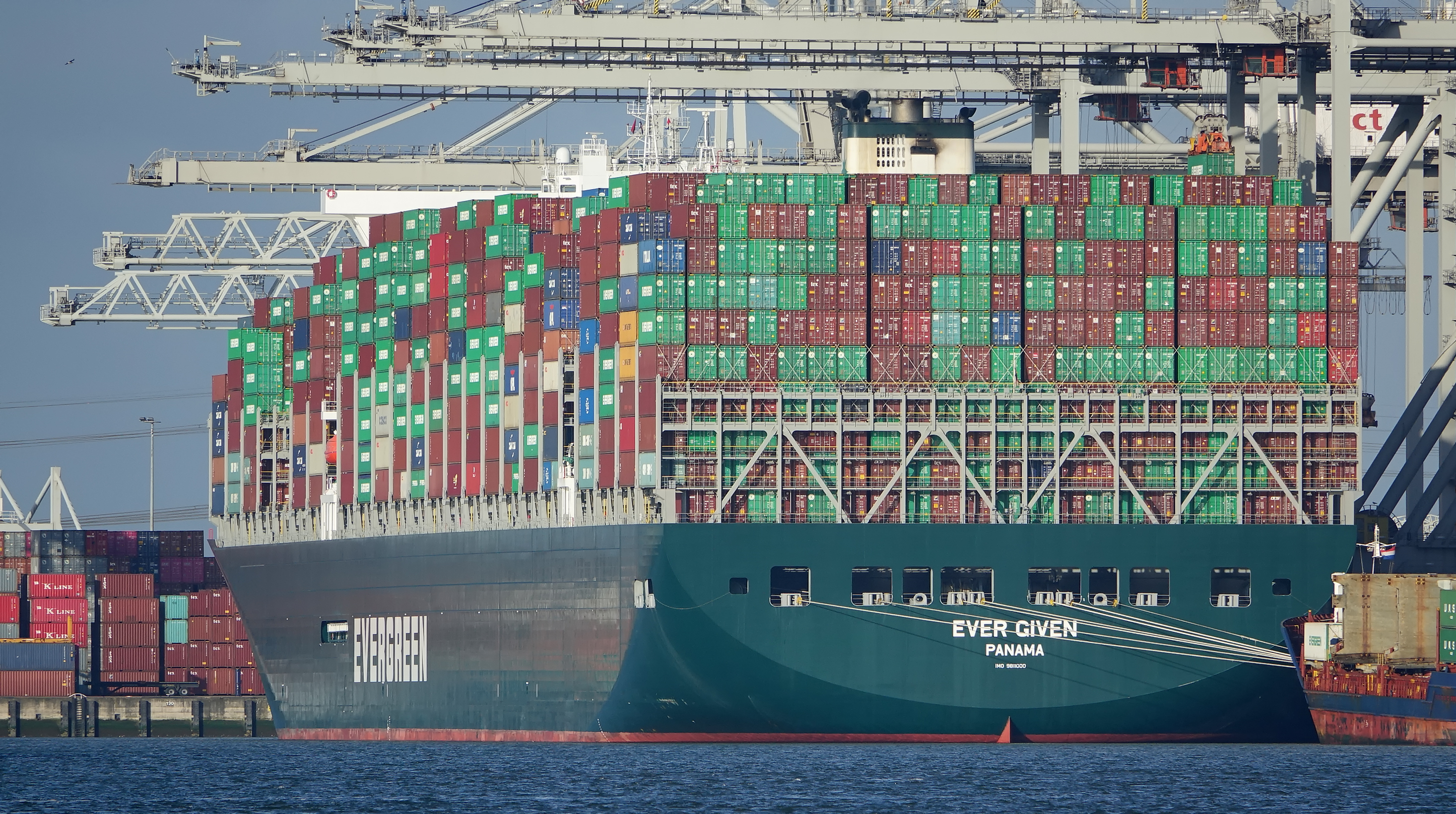
Blockeringen av Suezkanalen 2021 inträffade när M/V Ever Given hamnade på tvären i kanalen. Bilden visar fartyget i Rotterdam 2020.

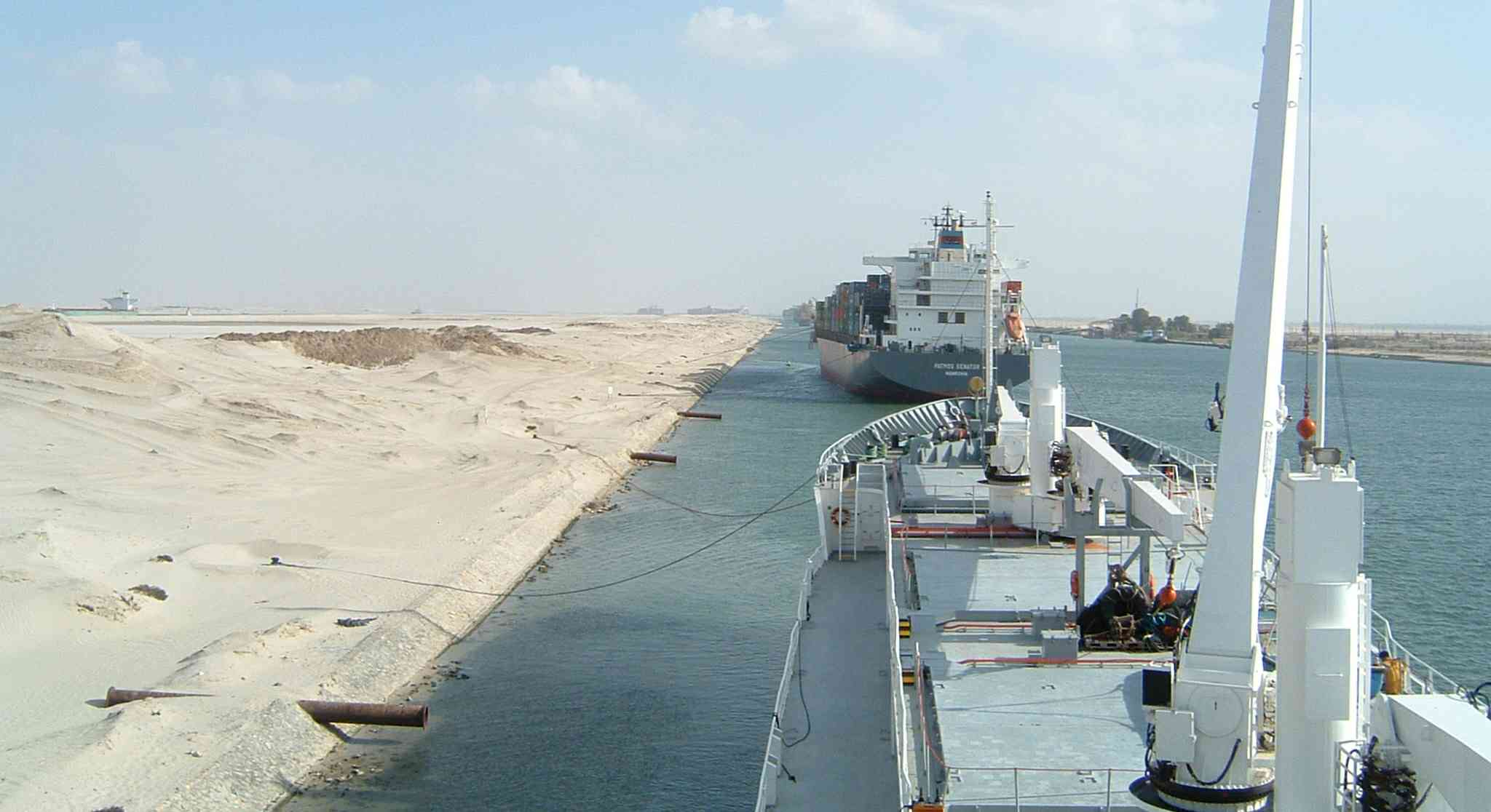
Förtöjda fartyg vid El Ballah i väntan på mötande konvoj.

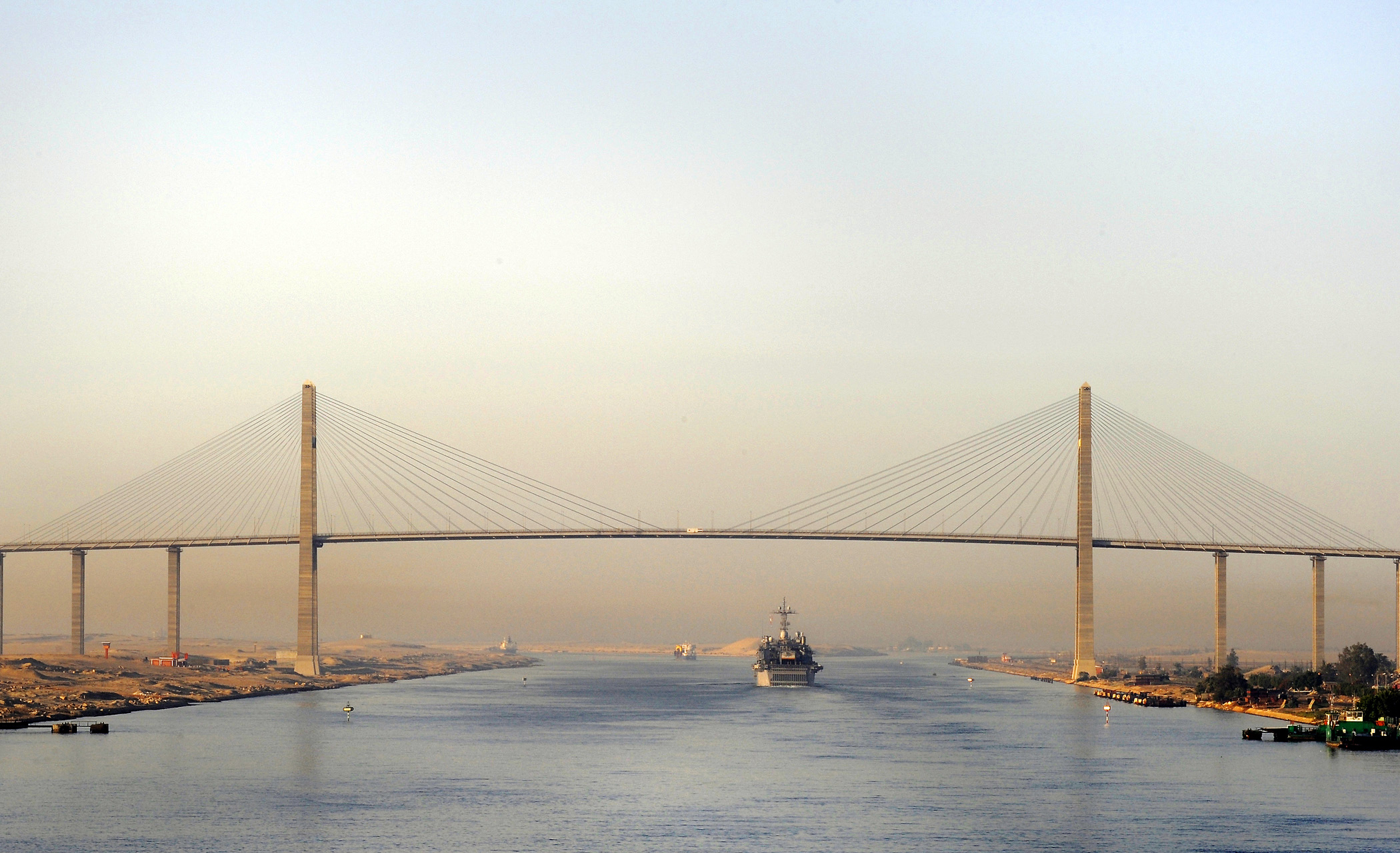
Suezkanalen och den korsande Suezkanalbron vid El Qantara, juni 2009.

Suezkanalen saknar slussar, då det inte finns någon större höjdskillnad i området. Kanalen kan transportera fartyg med ett tonnage på upp till cirka 150 000 ton inklusive last. Tillåtet djupgående är 16 meter (53 fot) och förbättringar är planerade som ska tillåta fartyg med ett djupgående på upp till 22 meter (72 fot), vilket skulle kunna tillåta supertankers i framtiden.
Idag är det möjligt att lasta av del av last till kanalägda båtar för att minska djupgåendet och att sedan lasta på i andra änden. Kanalen består av en fil med flera mötesplatser. Under en normal dag passerar tre konvojer, två sydgående och en norrgående. Den första sydgående konvojen startar på de tidiga morgontimmarna och fortsätter till Bittersjöarna, där de ankrar upp och inväntar passagen av den nordgående konvojen i området El Qantara.
Egyptens Suez Canal Authority rapporterade att det passerade 18829  fartyg under år 2020. Kanalen trafikeras av 8 procent av världens fartygstrafik. En passage tar mellan 11 och 16 timmar vid hastighet på cirka 8 knop. Den låga hastigheten är satt för att förminska erosion orsakad av fartygens svallvågor. Sedan 1980 finns en vägtunnel, Ahmed Hamidtunneln, som går under kanalen och sedan 1999 en kraftledning som korsar kanalen på en höjd av cirka 220 meter. En järnväg löper parallellt med kanalen längs dess fulla längd.

## Stopp och grundstötningar i kanalen

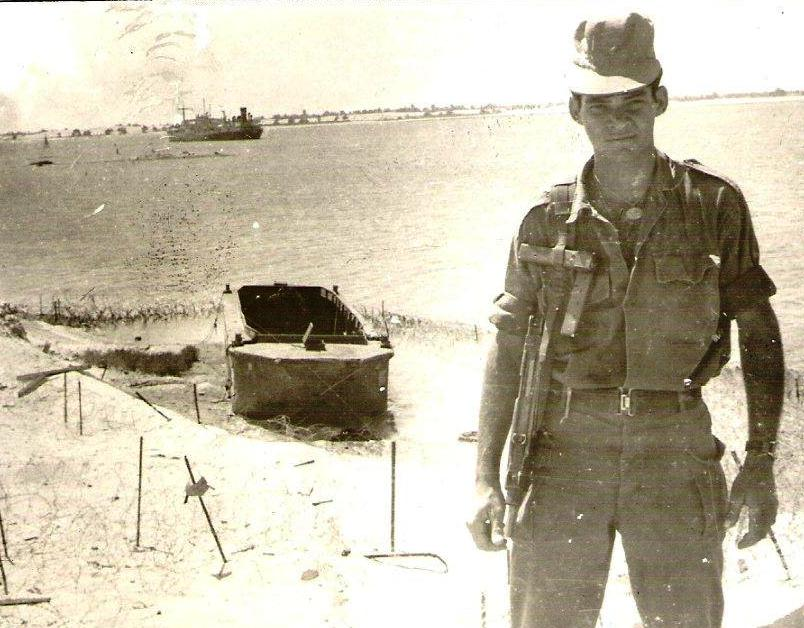
Suezkanalen efter sexdagarskriget, med ett instängt fartyg i Gula flottan i bakgrunden

Den egyptiska regeringen nationaliserade kanalen i juli 1956, vilket ledde till Suezkrisen och ett anfallskrig av Israel. Under Suezkriget i oktober 1956 invaderades Egypten av  Storbritannien, Frankrike och Israel. Det började med en israelisk attack den 29 oktober 1956. Suezkanalen skadades och dessutom hade egyptierna sänkt fartyg i den. Kanalen förblev stängd till i april 1957. FN-styrkan (UNEF) organiserades för att upprätthålla fri seglats på kanalen och upprätthålla vapenstillestånd på Sinaihalvön. UNEF var kvar till 1979.
Under Sexdagarskriget 1967 stoppades också trafiken i Suezkanalen. Den 6 juni 1967 stängde egyptiska trupper av Suezkanalen genom att sänka fartyg i båda mynningarna. Den konvoj på femton fartyg som var på väg norrut genom kanalen blev instängd, och de flesta fartygen, varav M/S Killara och M/S Nippon, som seglade under svensk flagg, ankrade upp i Stora Bittersjön. Fartygen, den så kallade "Gula flottan", blev inlåsta i kanalen i åtta år.  Namnet Gula flottan fick de efter ökensanden som snart täckte däcken på fartygen.
Kanalen var fortfarande stängd under Jom Kippurkriget 1973, då militära övergångar gjordes först av den egyptiska armén till den av Israel ockuperade östra sidan i Sinai, och senare av den israeliska armén till den västra sidan. Parterna hade placerat minor i den och det dröjde till i april 1975 innan kanalen återöppnades.
Efter 1975 har det inte varit något stopp i kanaltrafiken som orsakats av krigshändelser. Åren 2014–2015 minskades risken för stopp generellt genom att den parallella kanalen Ballah Bypass vidgades från 61 meter till 312 meter på en sträcka av 35 kilometer. Kanalen fick därmed dubbla farleder i den norra delen.
Under årens lopp har många fartyg gått på grund i Suezkanalen. Den 25 februari 2016 gick bulkfartyget New Katerina på grund på väg från Ukraina till Qingdao i Kina. Hon kom flott efter tolv dagar, men trafiken i kanalen fortsatte ostörd under tiden. Den 28 april 2016 körde containerfartyget M/V Fabiola på grund på Stora Bittersjön efter motorproblem, vilket ledde till ett kortvarigt stopp för norrseglande konvojer samt stopp för alla sydseglande konvojer. M/V Fabiola kom åter flott den 30 april. Den 17 juli 2018 körde containerfartyget Aeneas på grund i kanalen, vilket ledde till att tre bulkfartyg akter om henne kolliderade med varandra: Sakizaya Kalon, Panamax Alexander, och Osios David.
En passage genom Suezkanalen anses vara komplicerad och riskfull, eftersom en hård vindby får containerstaplarna att fungera som segel. För tunga fartyg som Ever Given skapar detta ett momentum som är svårt att få stopp på. För fartygen krävs att de seglas genom kanalen av en egyptisk besättning, en "Suez crew", i vilken ingår en kanallots.
År 2017 inträffade ett missöde då det hongkongkinesiska containerfartyget OOCL Japan blockerade kanalen efter att ha grundstött på grund av mekaniska fel. Vid detta tillfälle kunde Suez Canal Authoritys bogserbåtar dra loss fartyget inom några timmar.
I mars 2021 blockerades Suezkanalen, efter att containerfartyget M/V Ever Given kommit ur kurs och fastnat på snedden med akter respektive för i varsin kanalstrand. Blockeringen skedde i ett parti där det inte fanns någon parallell kanal och hindrade fartyg från att passera under 6 dagar mellan 23 och 29 mars.

## Miljöpåverkan
Två helt olika och tidigare åtskilda faunor fick i och med kanalen kontakt med varandra, och ett utbyte av organismer mellan Medelhavet och Röda havet har uppstått via denna förbindelse, något som brukar kallas för lessepska migrationen. Migreringen från Röda havet till Medelhavet är större än åt andra hållet. I huvudsak är det olika fiskarter, men även andra organismer, som överförts till de östra delarna av Medelhavet. Man bedömer att ungefär 500 nya arter på detta sätt har uppstått i östra Medelhavet, medan bara cirka 80 arter har migrerat till Röda havet. Migrationen har mestadels skett långsamt och över en lång tid, men när kanalen var avstängd en längre period under sexdagarskriget, och vattnet i kanalen därför var lugnare och klarare än normalt, ledde detta till att ett antal nya arter etablerade sig i Medelhavet. Tillkomsten av Assuandammen har också lett till ett minskat utflöde av sötvatten i Nilens delta och gjort det möjligt för de nya arterna att sprida sig längre västerut jämfört med tidigare.

## Övrigt
Operan Aida skrevs i samband med invigningen av Suezkanalen.